# Cantón de Dannemarie
El cantón de Dannemarie era una división administrativa francesa, que estaba situada en el departamento de Alto Rin y la región de Alsacia.

## Composición
El cantón estaba formado por treinta comunas:
- Altenach
- Ammerzwiller
- Balschwiller
- Bellemagny
- Bretten
- Bréchaumont
- Buethwiller
- Chavannes-sur-l'Étang
- Dannemarie
- Diefmatten
- Elbach
- Eteimbes
- Falkwiller
- Gildwiller
- Gommersdorf
- Guevenatten
- Hagenbach
- Hecken
- Magny
- Manspach
- Montreux-Jeune
- Montreux-Vieux
- Retzwiller
- Romagny
- Saint-Cosme
- Sternenberg
- Traubach-le-Bas
- Traubach-le-Haut
- Valdieu-Lutran
- Wolfersdorf

## Supresión del cantón de Dannemarie
En aplicación del Decreto nº 2014-207 de 21 de febrero de 2014, el cantón de Dannemarie fue suprimido el 22 de marzo de 2015 y sus 30 comunas pasaron a formar parte del nuevo cantón de Masevaux.